# Вепрь Ы
Вепрь Ы — мифическое животное из произведения братьев Стругацких
«Трудно быть богом», персонаж арканарского фольклора, печень которого обладает магическими свойствами.

## Описание
Несмотря на связанные с ним легенды, вепрь Ы, вероятно, имеет прототипом реальное животное Запроливья. Обитает в Икающем лесу. Свиреп, в разъярённом состоянии громко рычит, в более спокойном — иногда издаёт бормочущие звуки. Неуязвим для железа, но легко пробивается костью. Также часто называется «голым вепрем Ы», вероятно, потому что практически лишён волосяного покрова. Согласно легендам, проклят святым Микой.
Сушёная селезёнка вепря Ы, имеющая гнилостный вкус, используется для приготовления лекарственных снадобий (об этом упоминается в сочинении доктора Будаха «О травах и иных злаках, таинственно могущих служить причиною скорби, радости и успокоения, а равно о слюне и соках гадов, пауков и голого вепря Ы, таковыми же и многими другими свойствами обладающих»).
Биолог и фантаст Сергей Ястребов подчёркивает, что поскольку о вепре всерьёз говорит доктор Будах — он не является чисто мифическим существом. Он предполагает, что это крупное, неуклюжее животное, внешне относящееся к копытным, представляет собой слабоспециализированное млекопитающее «палеогенового блока» или даже звероящера.

## В других произведениях
Вепрь Ы появляется также в рассказе А. Хакимова «Посетитель музея» из сборника «Время учеников».

## Происхождение названия
Анализируя названия, данные Стругацкими для своих героев и для прочих элементов произведения «Трудно быть Богом», в своей диссертации на соискание ученой степени кандидата филологических наук О. С. Бочкова отмечает, что названия «вепрь Ы», «зверь Пэх» относятся к классу «фонологических новообразований, то есть искусственно создаваемых конфигураций звуков». Вообще же, многие имена в этом романе были сконструированы по аналогии со слоговой японской азбукой пятидесятизвучия, которая обычно используется для транслитерации иероглифов на русский язык: Рэ-ба, Цу-рэ-н, Ки-у-н, Ру-ма-та.

## Культурное влияние
На десятом Всемирном дне поэзии прошел вечер «От Пятачка до вепря Ы», входящий в цикл мероприятий Крымского клуба «Зоософия».
Говоря про комедийный фильм «Операция «Ы» и другие приключения Шурика» Леонида Гайдая и про «голого Вепря Ы» из миров братьев Стругацких, писатель Андрей Балабуха отмечает большую роль «ы» в отечественном искусстве..
В компьютерной игре жанра RPG «Трудно быть богом» компании Акелла голый вепрь Ы присутствует в качестве одного из монстров, а также (если персонаж владеет соответствующими навыками) — сырья для лечебных зелий.